# Ensemble club
En théorie des ensembles, une partie d'un ordinal limite est dite club (de l'anglais closed unbounded) si elle est fermée pour la topologie de l'ordre et non bornée. Les clubs sont des objets combinatoires importants en théorie des ensembles.

## Définitions et exemples
Soit {\displaystyle \alpha } un ordinal limite et soit {\displaystyle C} une partie de {\displaystyle \alpha }. On dit que {\displaystyle C} est une partie club dans {\displaystyle \alpha }, ou encore est club dans {\displaystyle \alpha }, ou juste est club s'il n'y a pas d’ambiguïté, si les deux conditions suivantes sont satisfaites :
- {\displaystyle C} est fermée pour la topologie de l'ordre sur {\displaystyle \alpha }, c'est-à-dire que pour tout {\displaystyle \beta <\alpha }, si {\displaystyle \sup(C\cap \beta )=\beta }, alors {\displaystyle \beta \in C}. Autrement dit : si on peut approcher par en-dessous un ordinal {\displaystyle \beta } par des éléments de {\displaystyle C}, alors {\displaystyle \beta } est dans {\displaystyle C}.
- {\displaystyle C} est non bornée, c'est-à-dire que pour tout {\displaystyle \beta <\alpha }, il existe {\displaystyle \gamma \in C} tel que {\displaystyle \beta <\gamma }.

Voici quelques exemples :
- Si {\displaystyle f:\alpha \rightarrow \alpha } est une fonction normale, c'est-à-dire continue et strictement croissante, et si {\displaystyle \alpha } n'est pas de cofinalité dénombrable, alors l'ensemble des points fixes de {\displaystyle f} est un club.
- Si {\displaystyle f:\alpha \rightarrow \alpha } est une fonction normale, alors son image est un club.
- {\displaystyle \alpha } est un cardinal limite si et seulement si l'ensemble des cardinaux strictement inférieurs à {\displaystyle \alpha } est un club dans {\displaystyle \alpha }.
- l'ensemble des ordinaux limites dénombrables est un club dans {\displaystyle \omega _{1}}.

On peut définir de la même manière le fait d'être club pour une classe d'ordinaux.

## Le filtre club
Soit {\displaystyle \alpha } un ordinal limite de cofinalité non dénombrable {\displaystyle \lambda }. Si {\displaystyle \beta <\lambda } et si {\displaystyle (C_{i})_{i<\beta }} est une suite de clubs dans {\displaystyle \alpha }, alors on peut montrer que {\displaystyle \bigcap _{i<\beta }C_{i}} est encore un club.
En particulier, si {\displaystyle \kappa } est un cardinal régulier, alors l'ensemble des parties de {\displaystyle \kappa } contenant un club est un filtre {\displaystyle \kappa }-complet non principal sur {\displaystyle \kappa }, appelé filtre club. Ce filtre est également clos par intersection diagonale, c'est-à-dire que si {\displaystyle (C_{i})_{i<\kappa }} est une suite de clubs, alors l'intersection diagonale {\displaystyle \Delta _{i<\kappa }C_{i}=\{\beta <\kappa \,|\,\beta \in \bigcap _{i<\beta }C_{i}\}} est encore un club.
Réciproquement, un filtre sur {\displaystyle \kappa } qui est {\displaystyle \kappa }-complet, non principal et clos par intersection diagonale contient nécessairement tous les clubs.
Comme les ensembles clubs engendrent un filtre, on peut dire informellement qu'une partie qui contient un club est une grosse partie, en analogie avec le filtre des parties de mesure 1 d'un espace probabilisé. De même, une partie contenue dans le complémentaire d'un club est une petite partie. Une partie qui n'est pas petite, autrement dit une partie dont l'intersection avec chaque club est non-vide, est appelé ensemble stationnaire.